# Rezervația naturală Erjova
Erjova este o rezervație naturală silvică în raionul Rîbnița, Transnistria, Republica Moldova. Este amplasată în ocolul silvic Erjova, Erjova, parcelele 31, 32. Are o suprafață de 123 ha. Obiectul este administrat de Gospodăria Silvică de Stat Rîbnița.